# Onafhankelijke deelnemers aan de Olympische Zomerspelen 2016
Aan de Zomerspelen van 2016 in het Braziliaanse Rio de Janeiro namen onder de noemer "onafhankelijk olympisch deelnemer" negen individuele sporters uit Koeweit deel. Het land was sinds 2015 geschorst vanwege politieke inmenging in de sport, maar atleten mochten onder de olympische vlag wel deelnemen. Het was voor de vierde keer dat er onder deze noemer werd mee gedaan. In augustus 2018 werd de schorsing van Koeweit weer voorwaardelijk opgeheven.
Op 11 augustus won sportschutter Fehaid Al-Deehani als eerste onafhankelijk olympisch deelnemer goud. Hij won de titel bij het dubbeltrap voor mannen.

## Medailleoverzicht
| Sport       | Olympiër(s)         | Onderdeel  | Medaille |
| ----------- | ------------------- | ---------- | -------- |
| Schietsport | Fehaid Aldeehani    | dubbeltrap | Goud     |
| Schietsport | Abdullah Al-Rashidi | skeet      | Brons    |

## Deelnemers
(m) = mannen, (v) = vrouwen

### Schermen
| Olympiër           | Onderdeel       | Resultaat    | Prestatie                                     |
| Degen              | Degen           | Degen        | Degen                                         |
| ------------------ | --------------- | ------------ | --------------------------------------------- |
| Abdulaziz Alshatti | individueel (m) | eerste ronde | eerste ronde verloor van András Rédli (14–13) |

### Schietsport
| Olympiër              | Onderdeel      | Resultaat | Prestatie                                                                          |
| --------------------- | -------------- | --------- | ---------------------------------------------------------------------------------- |
| Abdullah Alrashidi    | skeet (m)      | Brons     | kwalificaties: 123 punten (1e) halve finale: 14 punten (4e) finale: 14 punten (3e) |
| Saud Habib            | skeet (m)      | 20e       | kwalificaties: 117 punten (20e)                                                    |
| Abdulrahman Al-Faihan | trap (m)       | 14e       | kwalificaties: 115 punten (14e)                                                    |
| Khaled Almudhaf       | trap (m)       | 8e        | kwalificaties: 117 punten (8e)                                                     |
| Ahmad Alafasi         | dubbeltrap (m) | 15e       | kwalificaties: 128 punten (15e)                                                    |
| Fehaid Aldeehani      | dubbeltrap (m) | Goud      | kwalificaties: 135 punten (6e) halve finale: 28 punten (1e) finale: 26 punten (1e) |

### Zwemmen
| Olympiër    | Onderdeel             | Resultaat | Prestatie           |
| ----------- | --------------------- | --------- | ------------------- |
| Abbas Qali  | 100 m vlinderslag (m) | 36e       | series: 54.63 (36e) |
| Faye Husain | 50 m vrije slag (v)   | 54e       | series: 26.86 (54e) |

Afghanistan · Albanië · Algerije · Amerikaanse Maagdeneilanden · Amerikaans-Samoa · Andorra · Angola · Antigua en Barbuda · Argentinië · Armenië · Aruba · Australië · Azerbeidzjan · Bahama's · Bahrein · Bangladesh · Barbados · België · Belize · Benin · Bermuda · Bhutan · Bolivia · Bosnië en Herzegovina · Botswana · Brazilië · Britse Maagdeneilanden · Brunei · Bulgarije · Burkina Faso · Burundi · Cambodja · Canada · Centraal-Afrikaanse Republiek · Chili · China · Chinees Taipei · Colombia · Comoren · Congo-Brazzaville · Congo-Kinshasa · Cookeilanden · Costa Rica · Cuba · Cyprus · Denemarken · Djibouti · Dominica · Dominicaanse Republiek · Duitsland · Ecuador · Egypte · El Salvador · Equatoriaal-Guinea · Eritrea · Estland · Ethiopië · Fiji · Filipijnen · Finland · Frankrijk · Gabon · Gambia · Georgië · Ghana · Grenada · Griekenland · Groot-Brittannië · Guam · Guatemala · Guinee · Guinee‑Bissau · Guyana · Haïti · Honduras · Hongarije · Hongkong · Ierland · IJsland · India · Indonesië · Irak · Iran · Israël · Italië · Ivoorkust · Jamaica · Japan · Jemen · Jordanië · Kaaimaneilanden · Kaapverdië · Kameroen · Kazachstan · Kenia · Kirgizië · Kiribati · Kosovo · Kroatië · Laos · Lesotho · Letland · Libanon · Liberia · Libië · Liechtenstein · Litouwen · Luxemburg · Macedonië · Madagaskar · Malawi · Malediven · Maleisië · Mali · Malta · Marshalleilanden · Marokko · Mauritanië · Mauritius · Mexico · Micronesië · Moldavië · Monaco · Mongolië · Montenegro · Mozambique · Myanmar · Namibië · Nauru · Nederland · Nepal · Nicaragua · Nieuw-Zeeland · Niger · Nigeria · Noord-Korea · Noorwegen · Oeganda · Oekraïne · Oezbekistan · Oman · Oostenrijk · Oost-Timor · Pakistan · Palau · Palestina · Panama · Papoea-Nieuw-Guinea · Paraguay · Peru · Polen · Portugal · Puerto Rico · Qatar · Roemenië · Rusland · Rwanda · Saint Kitts en Nevis · Saint Lucia · Saint Vincent en Grenadines · Salomonseilanden · Samoa · San Marino · Sao Tomé en Principe · Saoedi-Arabië · Senegal · Servië · Seychellen · Sierra Leone · Singapore · Slovenië · Slowakije · Soedan · Somalië · Spanje · Sri Lanka · Suriname · Swaziland · Syrië · Tadzjikistan · Tanzania · Thailand · Togo · Tonga · Trinidad en Tobago · Tsjaad · Tsjechië · Tunesië · Turkije · Turkmenistan · Tuvalu · Uruguay · Vanuatu · Venezuela · Verenigde Arabische Emiraten · Verenigde Staten · Vietnam · Wit-Rusland · Zambia · Zimbabwe · Zuid-Afrika · Zuid-Korea · Zuid-Soedan · Zweden · Zwitserland
Individuele Olympische Atleten · Olympisch vluchtelingenteam